# Coregonus laurettae
Coregonus laurettae és una espècie de peix de la família dels salmònids i de l'ordre dels salmoniformes.

## Morfologia
- Els mascles poden assolir els 36 cm de llargària total i 48 les femelles.
- Nombre de vèrtebres: 62-65.[2][3]

## Alimentació
Menja invertebrats.

## Hàbitat
Viu a prop de les desembocadures dels rius i de les llacunes salabroses.

## Distribució geogràfica
Es troba a Nord-amèrica: Alaska.